# Baron Roundway
Baron Roundway, of Devizes in the County of Wilts, war ein erblicher britischer Adelstitel in der Peerage of the United Kingdom.
Der Titel wurde am 30. Juni 1916 für den konservativen Politiker Charles Colston geschaffen. Der Titel erlosch beim Tod seines Sohnes, des 2. Barons, am 29. März 1944.

## Liste der Barons Roundway (1916)
- Charles Edward Hungerford Atholl Colston, 1. Baron Roundway (1854–1925)
- Edward Murray Colston, 2. Baron Roundway (1880–1944)